# Trois-Vèvres
Trois-Vèvres è un comune francese di 243 abitanti (al 1º gennaio 2022), situato nel dipartimento della Nièvre nella regione della Borgogna-Franca Contea.

## Società

### Evoluzione demografica
Abitanti censiti